# Enzan
Enzan (塩山市 -shi) é uma cidade japonesa localizada na província de Yamanashi.
Em 2003, a cidade tinha uma população estimada em 25 856 habitantes e uma densidade populacional de 139,96 h/km². Tem uma área total de 184,74 km².
Recebeu o estatuto de cidade a 5 de Abril de 1954.